# Ruta 50 (Uruguay)
La ruta N.º 50 es una de las rutas nacionales de Uruguay.

## Características

### Trazado
La ruta 50 recorre la zona centro-sur del departamento de Colonia, uniendo la ruta 1 a la altura de Riachuelo, con la ruta 54 a la altura del paraje Manantiales, en el centro del departamento. Su recorrido tiene una dirección general suroeste-noreste, atravesando una región principalmente dedicada a la lechería y uniendo las localidades de El Semillero y Tarariras.

### Categorización
Desde 1994, el único tramo bajo jurisdicción nacional es el que une la ruta 1 con la ciudad de Tarariras, ya que por resolución del Poder Ejecutivo N.º 141/1994, el restante tramo entre la ciudad de Tarariras y Estación Cambón, pasó a jurisdicción departamental.

## Obras
En 2019, se rehabilitaron 22 kilómetros de la ruta, desde la ruta 1 hasta Tarariras. La misma consistió en la colocación de tratamiento bituminoso en casi toda la extensión del trayecto, a excepción del tramo ruta1-El Semillero, donde se colocó micropavimento, y el tramo que va desde el Cementerio de Tarariras, hasta la ciudad, dónde se colocó carpeta asfáltica. La obra implicó un costo superior a los 3 millones de dólares.